# Patrick Chamoiseau
Patrick Chamoiseau (ur. 1953 w Fort-de-France) – martynikański pisarz, myśliciel, działacz społeczny. Wraz z Raphaëlem Confiantem i Jeanem Bernabé stworzył nurt literacki oparty na koncepcji lokalnej tożsamości créolité.

## Życiorys
Urodził się w 1953 roku w Fort-de-France na Martynice. Jego dzieciństwo przypadło na okres transformacji gospodarczej Martyniki pod wpływem jej nowego statusu jako departamentu zamorskiego Francji: znacznie zmniejszył się udział rolnictwa i rola plantacji, co doprowadziło do migracji do ośrodków miejskich takich jak Fort-de-France, na rynku pojawił się szereg produktów francuskich i amerykańskich, a użycie lokalnego języka kreolskiego zaczęło spadać.
W drugiej połowie lat 70. Chamoiseau poszukiwał swojego języka wypowiedzi, tworząc ilustracje do kreolsko- i francuskojęzycznych komiksów oraz pisząc dla teatru w duchu antykolonializmu. Tworzył także poezję inspirowaną twórczością Aimé Césaire. Jego adaptację powieści La mulâtresse, Solitude André Schwarz-Barta wystawiono na Festiwalu Teatralnym w Awinionie (1976). W 1975 wyjechał do Francji, gdzie uzyskał dyplom z prawa i socjologii oraz pracował przy programach resocjalizacyjnych. Na Martynice kontynuował później pracę resocjalizacyjną, pracując dla ministerstwa sprawiedliwości z młodzieżą.
W 1976 roku jego pierwsza powieść Notre dernière chance, którą napisał w reakcji na krwawe stłumienie protestu martynikańskich rolników, została odrzucona przez wydawcę. W 1981 współpracował z ilustratorem Georgesem Puisy przy tworzeniu francusko-kreolskiego komiksu Les Antilles sous Bonaparte: Delgrès opisującym historię buntu niewolników na Gwadelupie. Jego debiutancką publikacją indywidualną była sztuka Manman Dlo contre la fée Carabosse (1982), która porównuje karaibskie baśnie do bajek Charles’a Perraulta i opisuje współczesne płaszczyzny konfliktu w kulturze Antyli. Z kolei pierwsze dwie powieści Chamoiseau Chronique des sept misères (1986) oraz Solibo Magnifique (1988) zawierają opis dezintegracji kreolskich tradycji pod wpływem francuskiej departamentalizacji Martyniki, który przerywany jest metafikcyjnymi wtrąceniami narratora. Pierwsza powieść została wyróżniona nagrodami Prix Kléber Haedens oraz Prix de l’île Maurice.
W 1986 roku Chamoiseau powrócił na Martynikę. W przewodniku turystycznym Martinique zawarł pierwszy opis kreolskiej tożsamości w duchu créolité. W 1988 roku, wraz z Raphaëlem Confiantem i Jeanem Bernabé, stworzył podwaliny ruchu literackiego créolité opartego na koncepcji lokalnej, kreolskiej tożsamości w eseju Éloge de la créolité, który najpierw wygłoszono podczas Festival caraïbe de la Seine-Saint-Denis, a później opublikowano w dwujęzycznej, francusko-angielskiej formie. Koncepcja ta była kontrą do ruchu négritude: zwracała uwagę na różnorodne korzenie mozaikowej tożsamości martynikańskiej. Éloge wywołały ożywioną dyskusję na temat kreolizacji i estetyki postkolonializmu, a także rozbudziły nowe nurty we frankofońskiej literaturze karaibskiej, choć créolité spotkało się także z krytyką. Chamoiseau zarzucano m.in. esencjalizm i egzotyzację Karaibów. Kilka lat po ogłoszeniu Éloge Chamoiseau wraz z Confiantem przygotowali wspólnie historię literatury Antyli w duchu créolité o tytule Lettres créoles. Tracées antillaises et continentales de la littérature: Haiti, Guadeloupe, Martinique, Guyane: 1635–1975 (1991), w której m.in. zwrócili uwagę na postać conteur (gawędziarza) na plantacjach jako symbolu kreolskiego oporu. W swoich pierwszych książkach autobiograficznych Antan d’enfance (1990) oraz Chemin-d’école (1994), Chamoiseau także przygląda się roli kreolskiego języka, kultury i społeczności. Drugi z tytułów skupia się również na roli edukacji w represji kultury kreolskiej.
W międzyczasie, w 1987 roku Chamoiseau napisał scenariusz do pierwszej postkolonialnej gry komputerowej, Méwilo, której projekt opracowała Muriel Tramis. Treścią Méwilo jest fikcyjne śledztwo parapsychologa na Martynice w roku 1902, tuż przed erupcją wulkanu Montagne Pélée, które stanowi pretekst do zagłębienia się gracza w przeszłość wyspy. Chamoiseau i Tramis jako punkt wyjścia przyjęli legendę o właścicielu plantacji cukru, który w momencie wybuchu rewolty przeciwko niewolnictwu na wyspie w 1831 roku zabił jednego ze swych sług i zakopał go wraz z worem pełnym złota. Kolejna gra Chamoiseau i Tramis, Freedom (1988), polegała przede wszystkim na symulacji wspomnianego powstania niewolników. Gracz musi jak najszybciej zyskać poparcie ze strony reszty niewolników, podjąć walkę z poszczególnymi współpracownikami właściciela plantacji, a na koniec zmierzyć się z nim samym. Zwłaszcza Freedom była porównywana pod względem siły przesłania do antywesternu Arthura Penna Mały Wielki Człowiek.
W 1992 roku ukazała się powieść Texaco, która stała się najpopularniejszym dziełem Chamoiseau. Książka opisuje historię trzech generacji jednej rodziny na tle historii Antyli od czasów niewolnictwa po kres francuskich kolonii. Struktura powieści opiera się na mozaice przekazów ustnych, świadectw, raportów, dokumentów archiwalnych i transkrypcji. Krytycy szczególnie docenili gry językowe, złożoną narrację i opis historii z punktu widzenia postkolonializmu. Książka została wyróżniona Nagrodą Goncourtów, została także pozytywnie oceniona m.in. przez Dereka Walcotta, który choć nie przekonał się do idei créolité stwierdził, iż każdy mieszkaniec Karaibów powinien przeczytać Texaco. Dzieło stało się również inspiracją do powstania The Polished Hoe Austina Clarke’a oraz powieści Krótki i niezwykły żywot Oscara Wao Junota Díaza, którą nagrodzono Pulitzerem.
Z początkiem lat 90. Chamoiseau coraz bardziej otwarcie mówił o swoich poglądach politycznych. W 1992 roku należał do współzałożycieli partii MODEMAS (Mouvement des Démocrates et des Écologistes pour une Martinique Souveraine), która łączyła politykę z działalnością ekologiczną, a jego teksty prasowe świadczyły o rosnącym zaangażowaniu w sprawy bieżące. Z czasem Chamoiseau częściowo zdystansował się wobec créolité, lecz nie zaprzestał popularyzacji kreolskiej tożsamości Martyniki. Pod koniec lat 90. współpracował z fotografem Jean-Luciem de Laguarige’em przy szeregu albumów fotograficznych.
Dzieła Chamoiseau zostały przetłumaczone na ponad 30 języków. O jego twórczości pochwalnie wypowiedział się m.in. Milan Kundera na łamach „The New York Review of Books” (1991).

## Twórczość

### Powieści
- 1986: Chronique des sept misères
- 1988: Solibo magnifique
- 1992: Texaco, wyd. pol.: Texaco. Adam Szymanowski (tłum.). Warszawa: Prószyński i S-ka, 1999. ISBN 83-7255-305-X. Brak numerów stron w książce
- 1997: L’Esclave vieil homme et le molosse
- 2002: Biblique des derniers gestes
- 2007: Un dimanche au cachot
- 2009: Les Neuf consciences du Malfini
- 2012: L’Empreinte à Crusoé
- 2013: Hypérion victimaire. Martiniquais épouvantable
- 2016: La matière de l’absence
- 2017: J’ai toujours aimé la nuit

### Literatura niefikcjonalna
- 1989: Éloge de la créolité – eseje, wraz z Jeanen Bernabé i Raphaëlem Confiantem
- 1989: Martinique – eseje
- 1990: Antan d’enfance – autobiografia, pierwsza część cyklu Une enfance créole
- 1991: Lettres créoles: tracées antillaises et continentales de la littérature, Haïti, Guadeloupe, Martinique, Guyane (1635–1975) – wraz z Raphaëlem Confiantem
- 1994: Guyane: Traces-Mémoires du bagne – eseje (fotografie: Rodolphe Hammadi[17])
- 1994: Chemin d’école – autobiografia, druga część cyklu Une enfance créole
- 1997: Écrire en pays dominé – eseje
- 2002: Livret des villes du deuxième monde – eseje
- 2005: À bout d’enfance – autobiografia, trzecia część cyklu Une enfance créole
- 2007: Quand les murs tombent, l’identité nationale hors-la-loi? – eseje, wraz z Édouardem Glissantem
- 2009: L’Intraitable beauté du monde, adresse à Barack Obama – eseje, wraz z Édouardem Glissantem
- 2013: Césaire, Perse, Glissant, les liaisons magnétiques
- 2017: Frères migrants

Źródło.

### Scenariusze filmowe
- 1994: L’Exil du roi Béhanzin (reżyseria: Guy Deslauriers)[17]
- 2000: Passage du milieu (reżyseria: Guy Deslauriers)[17]
- 2003/2004: Nord-Plage (reżyseria: José Hayot)[17]
- 2004: Biguine (reżyseria: Guy Deslauriers)[17]
- 2008: Aliker (reżyseria: Guy Deslauriers)[17]

### Inne
- 1981: Les Antilles sous Bonaparte: Delgrès (wraz z Georgesem Puisy) – komiks[10]
- 1982: Manman Dlo contre la fée Carabosse – sztuka teatralna[7]
- 1984: Le retour de Monsieur Coutcha – wraz z Tonym Delshamem[27]
- 1987: Méwilo – wraz z Muriel Tramis – gra komputerowa
- 1988: Freedom – wraz z Muriel Tramis – gra komputerowa
- 1998: Élmire des sept bonheurs: confidences d’un vieux travailleur de la distillerie Saint-Étienne – teksty w albumie fotograficznym Jean-Luca de Laguarige’a[17]
- 1998: Émerveilles – książka dla dzieci[17]
- 1999: Métiers créoles – teksty w albumie fotograficznym Jean-Luca de Laguarige’a[17]
- 2000: Cases des Îles Pays-Mêlé – teksty w albumie fotograficznym Jean-Luca de Laguarige’a[17]
- 2009: Encyclomerveille d’un tueur – scenariusz komiksu[17]